# 海滨莎
海滨莎（学名：Cyperus pedunculatus）为莎草科莎草属下的一个种。

## 扩展阅读
- 維基物種上的相關：海滨莎